# Elecciones generales de Honduras de 1908
Las elecciones generales de Honduras de 1908, se realizaron para el cambio de autoridades gubernamentales como ser: 
- Presidente de Honduras: Jefe de Estado de Honduras que ejerce las funciones de dirección del Poder Ejecutivo de Honduras por mandato del pueblo.
- Diputados al Congreso de Honduras.
- Alcaldes municipales.

El general Miguel Rafael Dávila Cuéllar había sido nominado como Presidente provisional en sustitución del Consejo de Ministros al mando de Miguel Oquelí Bustillo, líder de la revolución liberal armada de 1907, que hizo derrocar al Presidente Manuel Bonilla. Durante su mandato, el 26 de octubre de 1907, se llamó a elecciones para conformar una Asamblea Nacional Constituyente. La misma se instaló en Tegucigalpa el 1 de enero de 1908 y, entre otras cosas, llamó a elecciones democráticas.
Las elecciones se celebraron en marzo de 1908, resultando ganador Dávila como Presidente constitucional, y Dionisio Gutiérrez como Vicepresidente.